# Wesco Financial
Die Wesco Financial Corporation war eine US-amerikanische Beteiligungsgesellschaft, die von 1959 bis 2011 existierte. Sie war zuletzt 80,1-prozentige Tochtergesellschaft von Berkshire Hathaway, der Investmentgesellschaft des US-amerikanischen Multimilliardärs Warren Buffett. Wesco besaß, ebenso wie Berkshire, mehrere konsolidierte Beteiligungen sowie Aktienpakete verschiedener US-amerikanischer Großunternehmen. Damit war sie ihrer Muttergesellschaft strukturell sehr ähnlich, wenn auch um ein Vielfaches kleiner und mit anderen operativen Schwerpunkten. Chairman und CEO war von 1984 bis zuletzt Warren Buffetts „Alter Ego“, der US-amerikanische Investor Charles Munger. Sitz des Unternehmens war Pasadena im US-Bundesstaat Kalifornien.

## Geschichte
Wesco wurde 1959 von der Familie Peters gegründet und besaß ursprünglich eine Sparkasse, die Mutual Savings and Loan Association of Pasadena. Noch im selben Jahr wurde ein Teil der Aktien an die Börse gebracht.

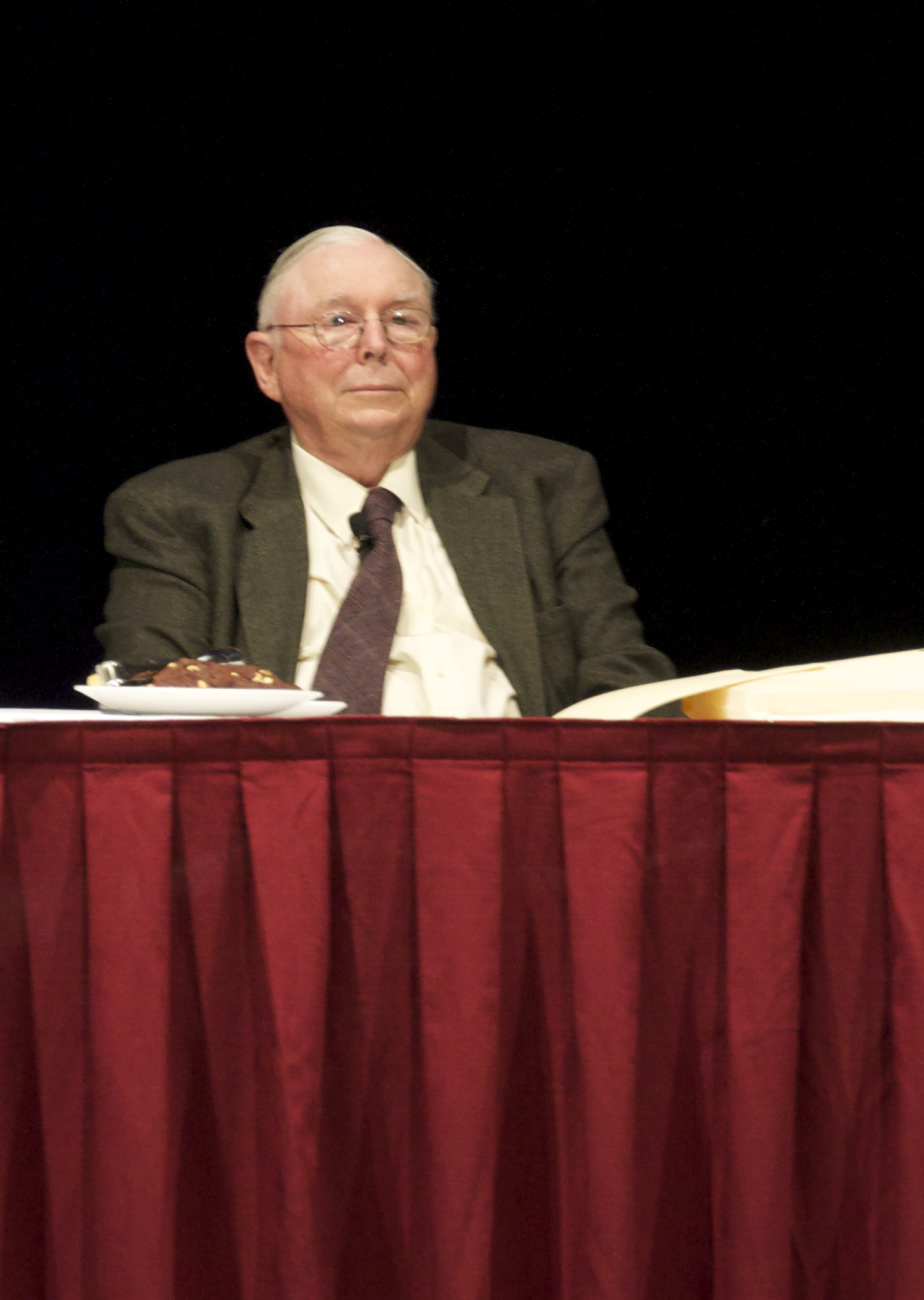
Charles Munger (2010)

Von 1972 an kauften sich Warren Buffett und Charles Munger über ihr gemeinsames Investmentvehikel Blue Chip Stamps nach und nach in das Unternehmen ein und stockten ihren Aktienanteil bis Ende der 1970er Jahre auf 80,1 % auf. Dabei übernahm Munger zunächst ein Aufsichtsratsmandat und 1984 schließlich den Posten des Chairman und CEO und machte Wesco nach Wheeler, Munger & Co. und Blue Chip Stamps zum dritten Investmentvehikel seiner Laufbahn als Investor.
In den folgenden Jahren wurden die Gewinne des Unternehmens wie auch bei Berkshire selbst zur Übernahme anderer Unternehmen und zum Kauf von Aktienpaketen genutzt. Dabei wurden nicht nur die Gewinne aus den Beteiligungen, sondern auch die Finanzreserven aus dem Versicherungsgeschäft eingesetzt. Die damit erzielte Hebelwirkung gestaltete sich ähnlich wie ein Bankkredit, geschah aber zu erheblich günstigeren Konditionen. Auch diese Konstruktion hatte Wesco mit Berkshire gemein und wurde im Laufe der 1970er Jahre auch von anderen Investmentgesellschaften nachgeahmt.
Wie schon bei Mungers bisherigen Unternehmungen ließ auch Wescos Gewinnentwicklung den US-Leitindex S&P 500 deutlich hinter sich, wenn auch mit erheblichem Abstand hinter Berkshire Hathaway. Abweichend von Berkshire schüttete Wesco zumindest in gewissem Umfang Dividende aus, zuletzt (2010) 1,64 Dollar pro Aktie, etwa 13,4 % des Jahresüberschusses.
2011 übernahm Berkshire die restlichen 19,9 % der Aktien.

## Geschäftsfelder
Die Geschäftstätigkeiten erstreckten sich über drei verschiedene Geschäftsfelder:
- Versicherungen durch die Wesco-Financial Insurance Company (“Wes-FIC”), eine 1985 gegründete Gesellschaft für Schadens- und Unfallversicherung sowie die 1909 gegründete und 1996 erworbene Kansas Bankers Surety Company (“KBS”), einen spezialisierten Anbieter von Versicherungspolicen für kleine und mittlere Bankgesellschaften. Die gebuchte Bruttoprämie betrug 2010 rund 275 Millionen US-Dollar, der Jahresgewinn nach Steuern betrug 11 Millionen Dollar. Da das operative Geschäft größtenteils von der Berkshire-Tochter National Indemnity übernommen wurde, hat dieser Geschäftsbereich trotz seiner hohen Umsatzzahlen nur 14 Beschäftigte.

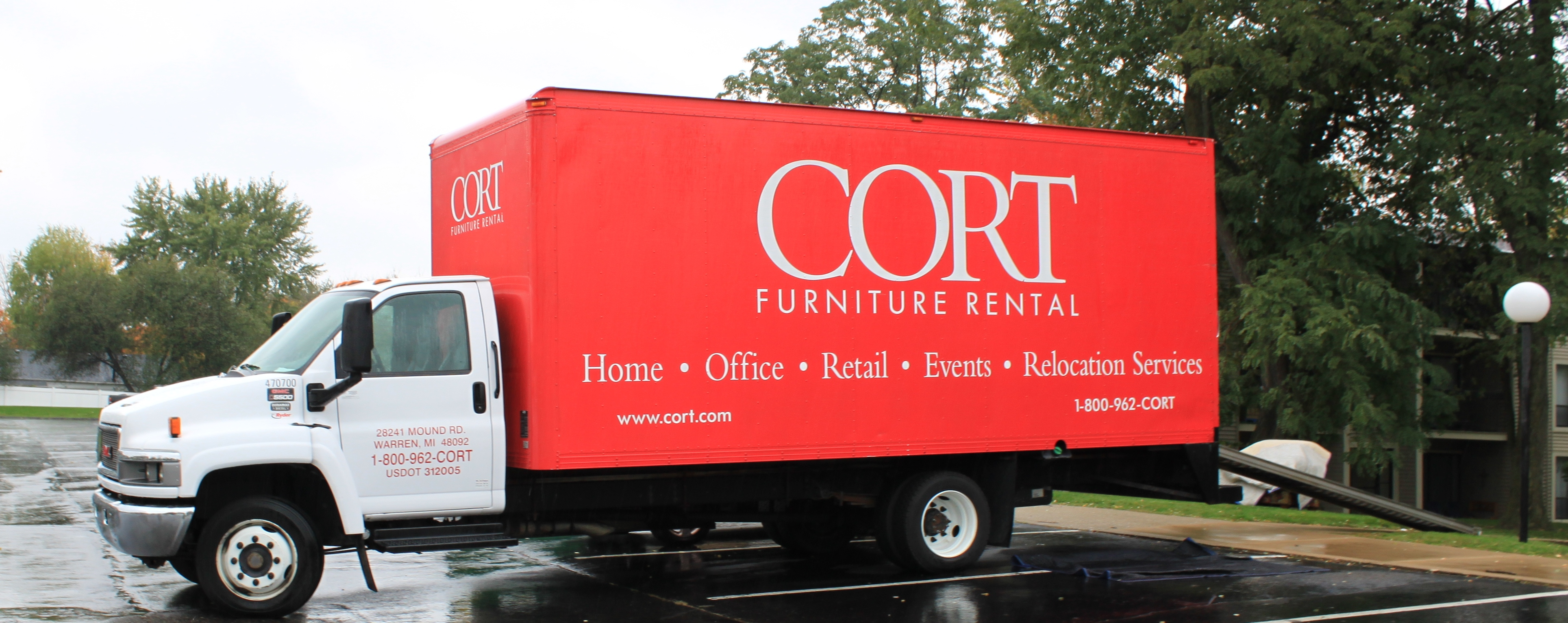
Möbelwagen von CORT

- Möbelvermietung und -leasing durch die CORT Business Services Corporation. Dieses Unternehmen, das 1972 durch den Zusammenschluss von fünf Mietunternehmen entstanden war, wurde im Jahr 2000 erworben. Hier erwirtschafteten (2010) rund 2100 Mitarbeiter einen Jahresumsatz von 367 Millionen US-Dollar.
- Stahlhandel durch die 1940 gegründete Precision Steel Warehouse Inc. Das 1979 erworbene Unternehmen erreichte 2010 mit seinen 172 Mitarbeitern rund 48 Millionen US-Dollar Jahresumsatz.

Das ursprünglich betriebene Sparkassengeschäft wurde 1993 aufgegeben.
Neben den genannten konsolidierten Beteiligungen besaß Wesco Aktienpakete verschiedener US-amerikanischer Großunternehmen. Es beinhaltete Titel wie Wells Fargo, Procter & Gamble und Coca-Cola und besaß damit große Ähnlichkeit mit den Investments von Berkshire. Der Gesamtkurswert der Aktien summierte sich zuletzt (31. Dezember 2010) auf 1,85 Milliarden Dollar.